# Sloanea bolivarensis
Sloanea bolivarensis là một loài thực vật có hoa trong họ Côm. Loài này được Steyerm. miêu tả khoa học đầu tiên năm 1988 publ. 1989.